# Carver County
Carver County er et amt i den amerikanske delstat Minnesota. Amtet ligger i de Centrale delene af delstaten og grænser op til Wright County i nord, Hennepin County i nordøst, Scott County i sydøst, Sibley County i sydvest og mod McLeod County i vest.
Carver Countys totale areal er 974 km² hvoraf 49 km² er vand. I 2000 havde amtet 70.205 indbyggere og amtets administration ligger i byen Chaska.
Amtet har fået sit navn efter Jonathan Carver.